# Velenje
Velenje ( ; en allemand : Wöllan) est une des onze communes urbaines de Slovénie. Grâce à son exploitation de lignite, la ville a pu se développer, surtout après la Seconde Guerre mondiale. Velenje accueille le quartier général de la société Gorenje, un important fabricant slovène d'appareils électroménagers et la ville était l'ancien lieu de résidence de l'athlète Jolanda Čeplak.

## Géographie

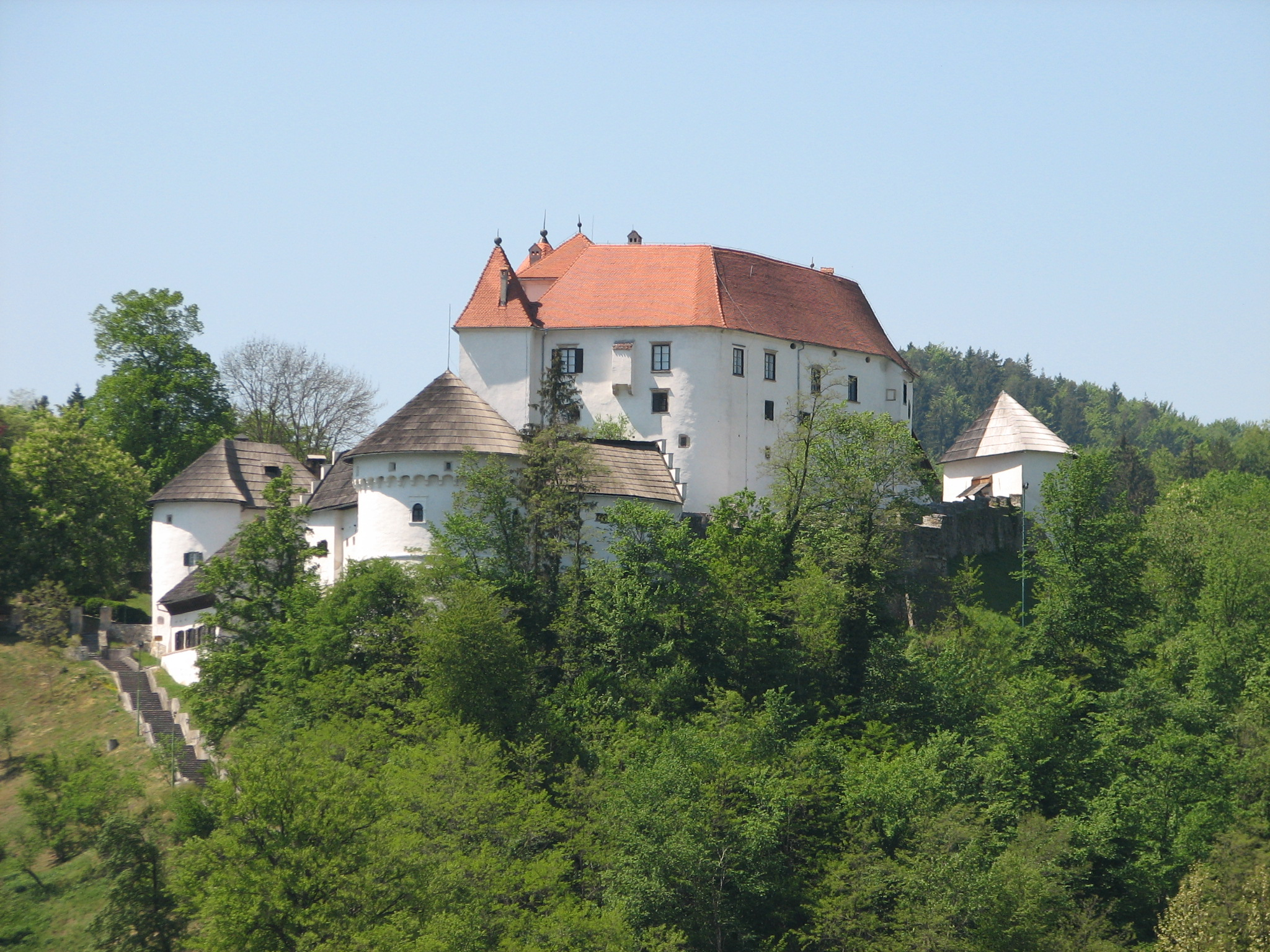
Château de Velenje.

La commune est localisée au nord de la Slovénie en Basse-Styrie dans la région montagneuse du Slovenske Gorice.

### Villages
Les villages qui composent la commune sont Arnače, Bevče, Črnova, Hrastovec, Janškovo selo, Kavče, Laze, Lipje, Lopatnik, Lopatnik pri Velenju, Ložnica, Paka pri Velenju, Paški Kozjak, Pirešica, Plešivec, Podgorje, Podkraj pri Velenju, Prelska, Silova, Šenbric, Škale, Škalske Cirkovce, Šmartinske Cirkovce, Velenje et Vinska Gora.

## Histoire
Des vestiges archéologiques démontrent que la vallée de la Šaleška dolina était déjà habitée. La région fut ensuite occupée par des Romains dans une localité connue sous le nom de Šaleška dolina.
La région où se situe exactement la commune d'aujourd'hui de Velenje a été mentionnée pour la première fois en 1250 et devint un marché en 1264. Le château remonte de son côté en 1270. Durant le Moyen Âge, la vallée accueillit près de 20 châteaux, ce qui lui valait le surnom de « Vallée des châteaux ».
Une partie de la vieille ville, dont l'église de Ste Marie, fut ravagée par un incendie en 1801. En 1889, la localité de Velenje ne comptait que 364 habitants. La prospérité de la commune débuta vraiment à la fin du XIXe siècle et au début du XXe siècle lorsqu'une mine de charbon fut ouverte. L'industrie était également tournée dans l'exploitation forestière et l'agriculture.
Après la mort du président yougoslave, Tito, la ville fut renommée Titovo Velenje en 1981 mais dix ans plus tard, en 1991, la ville reprit son ancien nom, peu avant l'indépendance de la Slovénie.

## Démographie

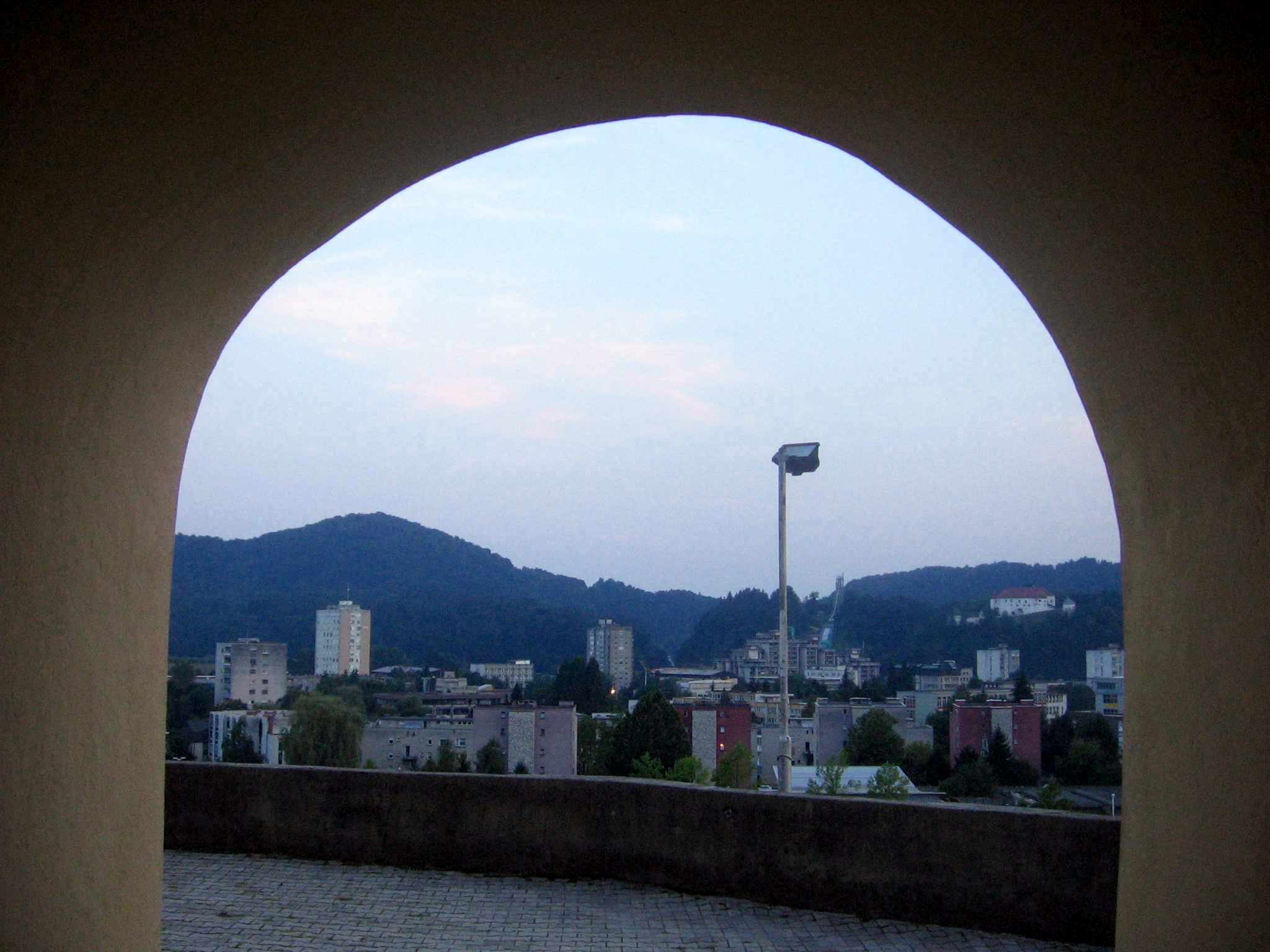
Velenje

Entre 1999 et 2009, la population de la commune de Velenje est restée proche de 34 000 habitants.
Évolution démographique
| 1999   | 2000   | 2001   | 2002   | 2003   | 2004   | 2005   | 2006   | 2007   | 2008   | 2009   |
| ------ | ------ | ------ | ------ | ------ | ------ | ------ | ------ | ------ | ------ | ------ |
| 34 274 | 34 142 | 33 998 | 33 926 | 33 828 | 33 686 | 33 668 | 33 857 | 34 033 | 33 240 | 33 309 |

## Sport
Football
- Rudar Velenje

Handball
- RK Gorenje Velenje

## Jumelages
La ville de Velenje est jumelée avec :
- Esslingen am Neckar (Allemagne) depuis 1970
- Albacete (Espagne)
- Udine (Italie)
- Vienne (France)
- Schiedam (Pays-Bas)
- Neath Port Talbot (Pays de Galles)
- Piotrków Trybunalski (Pologne)
- Split (Croatie)
- Norrköping (Suède)

La ville entretient des accords d'amitié et de coopération avec :
- Lukavac (Bosnie-Herzégovine)
- Prievidza (Slovaquie)
- Gazi Baba (Macédoine)
- Qingdao (Chine)
- Feldkirch (Autriche)
- Vrnjačka Banja (Serbie)
- Druskininkai (Lituanie)
- Palilula (Serbie)
- Valjevo (Serbie)